# Гелешень (Селаж)
Гелешень, Гелешені (рум. Gălășeni) — село у повіті Селаж в Румунії. Входить до складу комуни Кузеплак.
Село розташоване на відстані 354 км на північний захід від Бухареста, 33 км на південь від Залеу, 34 км на захід від Клуж-Напоки.

## Населення
За даними перепису населення 2002 року у селі проживали 189 осіб.
Національний склад населення села:
| Національність | Кількість осіб | Відсоток |
| -------------- | -------------- | -------- |
| румуни         | 159            | 84,1%    |
| цигани         | 30             | 15,9%    |

Рідною мовою назвали:
| Мова      | Кількість осіб | Відсоток |
| --------- | -------------- | -------- |
| румунська | 182            | 96,3%    |
| циганська | 7              | 3,7%     |